# Sekundærrute 329
Sekundærrute 329 er en rutenummereret landevej på Fyn.
Landevejen starter syd for Bogense ved krydset med sekundærrute 311. Herfra går den sydover gennem Tofte som Assensvej, hvor syd herfor udgår sekundærrute 317 mod Middelfart. Ruten fortsætter sydpå indtil den syd for Grønnemose krydser E20 (Fynske Motorvej) ved tilslutningsanlæg 55. Syd herfor krydses jernbanen mellem Fredericia og Nyborg inden indkørslen til Aarup. Ruten følges kortvarigt med sekundærrute 307 gennem Ørsted og krydser i den sydlige ende af Glamsbjerg sekundærrute 168. I Haarby mødes ruten med sekundærrute 323, hvor de følges ca. 300 meter ad Algade inden denne går fra i nordlig retning. Derefter køres igennem Faldsled og Millinge inden ruten mødes med primærrute 8 nord for Faaborg.
1. ↑  Samlet trafik på det rutenummererede vejnet i 2010